# Índice de interacción
En biología se denominan índices de interacción a aquellas fórmulas matemáticas adimensionales dedicadas a establecer las relaciones de competencia o facilitación entre especies no sólo desde un punto binario (compiten o no) sino también desde un punto de vista del valor de la intensidad de dicha interacción.
Los índices de interacción han ido sucediéndose a medida que se ha ido comprendiendo mejor los diversos tipos de interacciones interespecíficas, desde los que simplemente medían el grado de competencia entre las especies hasta los métodos que pueden abarcar el rango completo de la interacción como el método RII.
Los métodos empleados para calcular los índices de interacción son:
- RCI (relative competition index), índice relativo de competencia de Wilson and Keddy (1986).
- lnRR (log response ratio), logaritmo de la razón de respuesta de  Hedges et al. (1999).
- RNE (relative neighbor effect), efecto relativo de los vecinos de Markham y Chanway (1996).
- RII (relative interaction index), índice relativo de interacción de Armas et al. (2004).